# Jörg Roesler
Jörg Roesler (* 25. November 1940 in Berlin) ist ein deutscher Wirtschaftshistoriker.

## Leben
Roesler wuchs in Eichwalde bei Berlin als Sohn eines Bauingenieurs auf. Seine Mutter zog mit ihm und seiner Schwester während des Krieges auf den Großbauernhof seines Vaters in Westpreußen. 1945 floh die Familie vor der Roten Armee nach Gnarrenburg, von wo die Familie nach dem Krieg nach Berlin zurückkehrte. Roesler besuchte zunächst die Schule in Schmöckwitz. Als er in der 7. Klasse war, zog die Familie in die Heinrich-Roller-Straße in Prenzlauer Berg, wo er die Heinrich-Schliemann-Oberschule besuchte.
Er studierte von 1959 bis 1964 Wirtschaftsgeschichte an der Humboldt-Universität Berlin bei Jürgen Kuczynski und lehrte dort später als Assistent bzw. Oberassistent am Institut für Wirtschaftsgeschichte. 1968 promovierte er. Von 1974 bis 1991 war Roesler Bereichs- bzw. Abteilungsleiter am Institut für Wirtschaftsgeschichte der Akademie der Wissenschaften der DDR. 1975 folgte die Promotion B zum Dr. sc. oec., 1983 die Berufung zum Professor.
1992 erhielt er eine Gastprofessur an der McGill University in Montreal, 1994/95 eine weitere Gastprofessur in Toronto, Kanada. Im Sommersemester 2006 lehrte er an der Portland State University in den USA. Bis 1995 war Roesler Mitarbeiter am Zentrum für Zeithistorische Forschung in Potsdam. Er wurde dort wegen „Unfähigkeit zur Arbeit auf wirtschafts- und sozialhistorischem Gebiet“ entlassen.
Seine Forschungsschwerpunkte sind die Geschichte der DDR und ihrer Ökonomie, insbesondere die Sozialgeschichte der Arbeit sowie die Widersprüche zwischen Anspruch und Wirklichkeit der DDR-Planwirtschaft.
Jörg Roesler ist Mitglied der Leibniz-Sozietät sowie der Historischen Kommission der Partei Die Linke.

## Schriften
Monographien:
- Die Verteilung der Entscheidungsbefugnisse zwischen den wirtschaftsleitenden Organen und Betrieben des zentralgeleiteten Maschinenbaus bei der Aufstellung des Jahresproduktionsplanes 1948 bis 1958. Dissertation, Universität Berlin, 1968.
- Die Herausbildung der sozialistischen Planwirtschaft in der DDR: Aufgaben, Methoden und Ergebnisse der Wirtschaftsplanung in der zentralgeleiteten volkseigenen Industrie während der Übergangsperiode vom Kapitalismus zum Sozialismus (= Forschungen zur Wirtschaftsgeschichte. Bd. 11). Akademie, Berlin 1978 (Dissertation B, Universität Berlin, 1975).
- mit Renate Schwärzel, Veronika Siedt: Produktionswachstum und Effektivität in Industriezweigen der DDR: 1950–1970 (= Forschungen zur Wirtschaftsgeschichte. Bd. 22). Akademie, Berlin 1983.
- mit Veronika Siedt, Michael Elle: Wirtschaftswachstum in der Industrie der DDR 1945–1970 (= Forschungen zur Wirtschaftsgeschichte. Bd. 23). Akademie, Berlin 1986.
- Zwischen Plan und Markt. Die Wirtschaftsreform in der DDR 1963–1970. Haufe, Freiburg im Breisgau 1990.
- Das Neue Ökonomische System – Dekorations- oder Paradigmenwechsel? Helle Panke e. V., Berlin 1993
- Der Anschluß von Staaten in der modernen Geschichte: Eine Untersuchung aus aktuellem Anlaß. Lang, Frankfurt am Main 1999.
- mit Dagmar Semmelmann: „... ohne Energie geht gar nichts!“ Die ostdeutsche Energiewirtschaft von den Kombinaten zur VEAG (1980–2001). VEAG, Berlin 2001.
- Sezessionsbestrebungen im Europa des 20. Jahrhunderts" (= Pankower Vorträge 48), Helle Panke e. V., Berlin 2002
- Momente deutsch-deutscher Wirtschafts- und Sozialgeschichte 1945–1990. Eine Analyse auf gleicher Augenhöhe. Leipziger Universitätsverlag, Leipzig 2006, ISBN 3-86583-096-X.
- Die Wiederaufbaulüge der Bundesrepublik : oder: wie sich die Neoliberalen ihre "Argumente" produzieren. Dietz, Berlin 2008.
- Kompakte Wirtschaftsgeschichte Lateinamerikas vom 18. bis zum 21. Jahrhundert. Leipziger Universitätsverlag, Leipzig 2009.
- Geschichte der DDR. Papy-Rossa, Köln 2012, ISBN 978-3-89438-499-9.
- Was wäre geschehen, wenn ... Nachdenken über Alternativen zum Verlauf der DDR-Geschichte, Helle Panke e. V., Berlin 2013
- War das Vorgehen der Treuhand alternativlos? Die Antwort des Wirtschaftshistorikers, Helle Panke e. V., Berlin 2019

Aufsätze:
- The Rise and Fall of the Planned Economy in the GDR 1945–1989. In: German History, 1/1991.
- Industrieinnovationen und Industriespionage in der DDR. In: Deutschland Archiv, 10/1994.
- Probleme des Brigadealltags. Arbeitsverhältnisse und Arbeitsklima in volkseigenen Betrieben 1950–1989. In: Aus Politik und Zeitgeschichte, B38/1997;
- Ein Westpaket für Honecker? Die deutsch-deutschen Wirtschaftsbeziehungen. In: Christian Härtel, Petra Kabus (Hrsg.), Das Westpaket, Berlin 2000.
- Kolloquium zu Ehren von Prof. Dr. Jörg Roesler anlässlich seines 60. Geburtstages. Vereinigungen und Wiedervereinigungen in der modernen europäischen Geschichte. Von der italienischen 1860 bis zur zweiten deutschen 1990 (= Pankower Vorträge 35) Helle Panke, Berlin 2001.
- Wie das sozialistische Kuba in der Wende die Kurve kriegte. Die Antillenrepublik unter den Bedingungen der "Spezialperiode" (1990er Jahre). Pankower Vorträge 113, Helle Panke, Berlin 2008.
- Mehr als Descamisados der Evita. Arbeiterschaft und Arbeiterbewegung in Argentinien unter dem Einfluss des Peronismus. In: Jahrbuch für Forschungen zur Geschichte der Arbeiterbewegung, Heft I/2013.
- Mit oder gegen den Willen der Betriebsbelegschaften? Die Privatisierung in Polen und den neuen Bundesländern 1990 bis 1995 im Vergleich. In: Jahrbuch für Forschungen zur Geschichte der Arbeiterbewegung, Heft II/2015.